# 基里巴斯签证政策
前往基里巴斯的游客必须获得签证，除非他们来自免签证国家之一。
2023年9月1日，基里巴斯废除了2007年签证豁免令，并推出了2023年签证豁免令。

## 签证政策图

基里巴斯签证政策
基里巴斯
90天免签证

## 签证政策
以下国家和地区的公民可以在任意给定的12个月内免签证进入基里巴斯90天.
| - 所有欧盟公民 | | | | |  |
| - 安地卡及巴布達 - 阿根廷 - 巴哈马 - 玻利维亚 - 巴西 - 喀麦隆 - 加拿大 - 智利 - 中华人民共和国 - 哥伦比亚 - 古巴 - 多米尼克 | - 埃及 - 薩爾瓦多 - 斐济 - 加彭 - 格瑞那達 - 海地 - 香港 - 冰島 - 印度 - 印度尼西亞 - 以色列 - 牙买加 | - 日本 - 賴索托 - 列支敦斯登 - 澳門 - 马拉维 - 馬爾地夫 - 马绍尔群岛 - 模里西斯 - 墨西哥 - 密克羅尼西亞聯邦 - 摩洛哥 - 莫桑比克 - 纳米比亚 - 瑙鲁 - 新西兰 - 奈及利亞 - 挪威 - 帛琉 | - 巴拿马 - 巴拉圭 - 秘魯 - 菲律賓 - 俄羅斯 - 卢旺达 - 萨摩亚 - 沙烏地阿拉伯 - 塞舌尔 - 新加坡 - 所罗门群岛 - 南非 - 斯里蘭卡 - 圣基茨和尼维斯 - 圣卢西亚 | - 苏里南 - 瑞士 - 坦桑尼亚 - 泰國 - 东帝汶 - 多哥 - 千里達及托巴哥 - 乌干达 - 乌克兰 - 阿联酋 - 英国 - 美国 - 乌拉圭 - 委內瑞拉 - 尚比亞 |  |

持有联合国签发的聯合國通行證的人也可以免签证访问。